# Lithiumsuperoxide
Lithiumsuperoxide (LiO2) is het superoxide van lithium. De stof komt voor als een geel kristallijn poeder en werd tot nu toe alleen waargenomen bij experimenten op lage temperatuur (15 K).